# セントルイス・ランバート国際空港
セントルイス・ランバート国際空港（セントルイス・ランバートこくさいくうこう、英: St. Louis Lambert International Airport (IATA: STL, ICAO: KSTL, FAA LID: STL)）、旧称ランバート・セントルイス国際空港（ランバート・セントルイスこくさいくうこう、英: Lambert-Saint Louis International Airport）は、アメリカ合衆国のミズーリ州セントルイスにある軍民共用の国際空港である。

## 概要
元々は気球の発着場として使われており、1920年に飛行家・実業家のアルバート・B・ランバートにより飛行場としての設備が整えられた。第二次世界大戦前後にはカーチス・ライトとマクドネル（後のマクドネル・ダグラス）社の製造工場が設けられ、現在もF-15やF/A-18などの戦闘機の製造が行われている。
1971年に「ランバート・セントルイス国際空港」に改称された。その後はトランス・ワールド航空のハブ空港として機能し、全米のみならず南アメリカやカリブ海諸国、ヨーロッパ各地への国際線も就航し、1990年代中盤には日本への直行便も検討された。2000年に利用者は開港以来最高の3060万人に達した。
2001年に同社がアメリカン航空に吸収された後も空港のハブ機能は維持されたが、アメリカン航空は2003年から2009年にかけて段階的にハブ機能を縮小し、2010年に利用者は1200万人台まで落ちこんだ。その後、路線を増やしたのがサウスウェスト航空で、2019年に利用者数は1587万人まで回復したが、1990年代から2000年代にはヨーロッパ直行便もあった。国際線はカナダとメキシコ行だけとなった。
2016年10月14日にセントルイス市議会は名称変更を承認し、10月25日にはセントルイス市長のフランシス・スレイが空港名を「セントルイス・ランバート国際空港」へ変更する法案に署名した。連邦航空局の承認を得て、2017年2月14日に新空港名が発表され、ウェブサイトも一新された。

## 竜巻被害

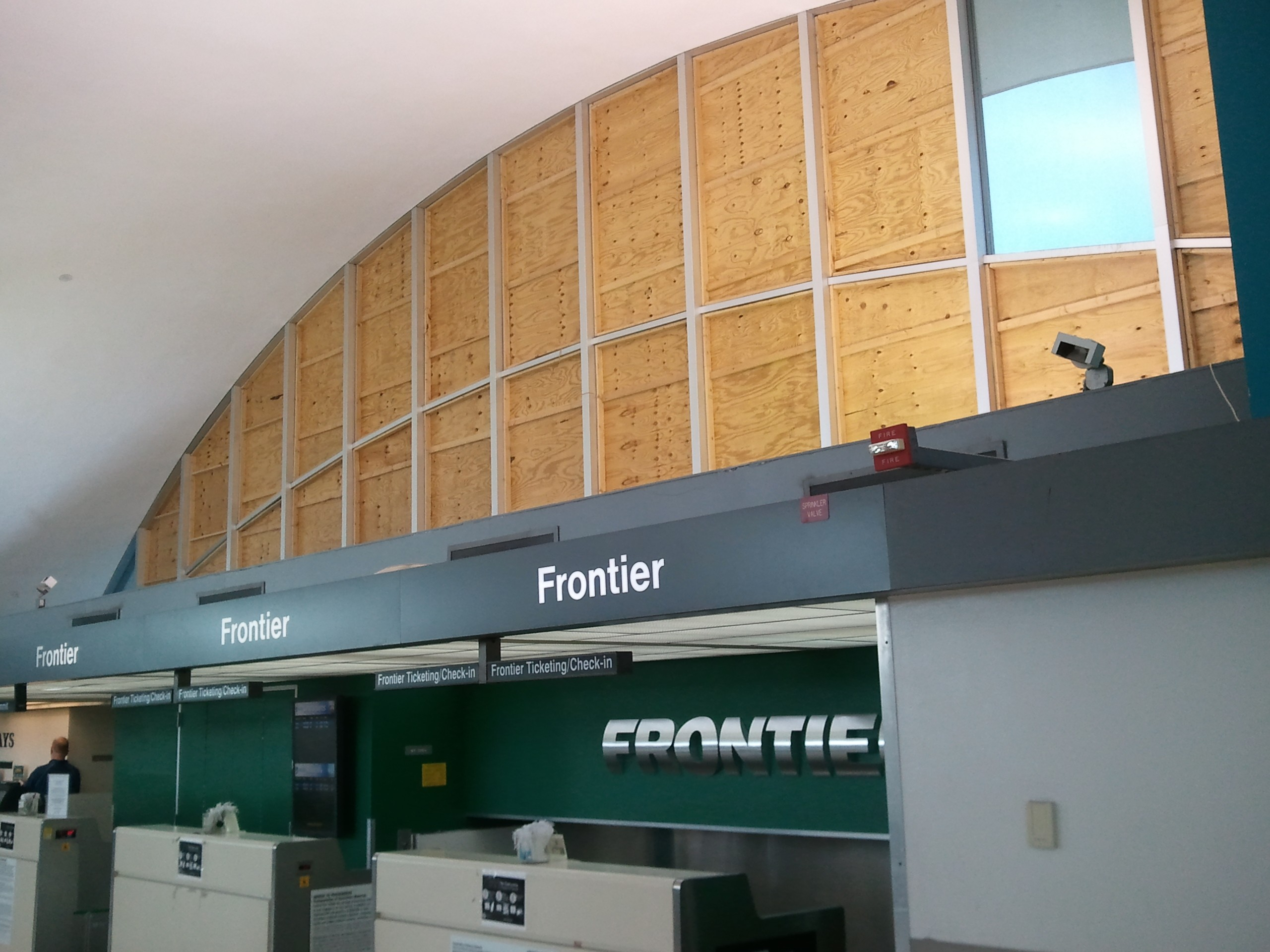
被災後一時的に板で目張りされた窓(第1ターミナル)

2011年にセントルイスを襲った竜巻で当空港も被災した。2011年4月22日午後8時10分頃、EF4級の竜巻が第1ターミナルを直撃し、ボーディングブリッジが壊れた他、窓も半分以上が割れてしまった。航空機では、荷物運搬用のコンベアが飛ばされてサウスウェスト便に衝突した他、アメリカン航空も4機が被害を受けた。内1機は着陸後ゲートに向けて走行中に80マイル毎時 (130 km/h)の横風にあおられた。また、強風のためまだ乗客が乗ったままボーディングブリッジから離れてしまった飛行機もあった。連邦航空局は8時54分に空港を閉鎖し、翌日発着数を70%に制限の上一時的に再開した。
被害を受けたCコンコースは2012年4月2日に補修・改装を終えた。工事期間中、エアトラン航空、アメリカン航空、ケイプエア航空、フロンティア航空等は一時的にB及びDコンコースの空きゲートを利用していた。

## ターミナル

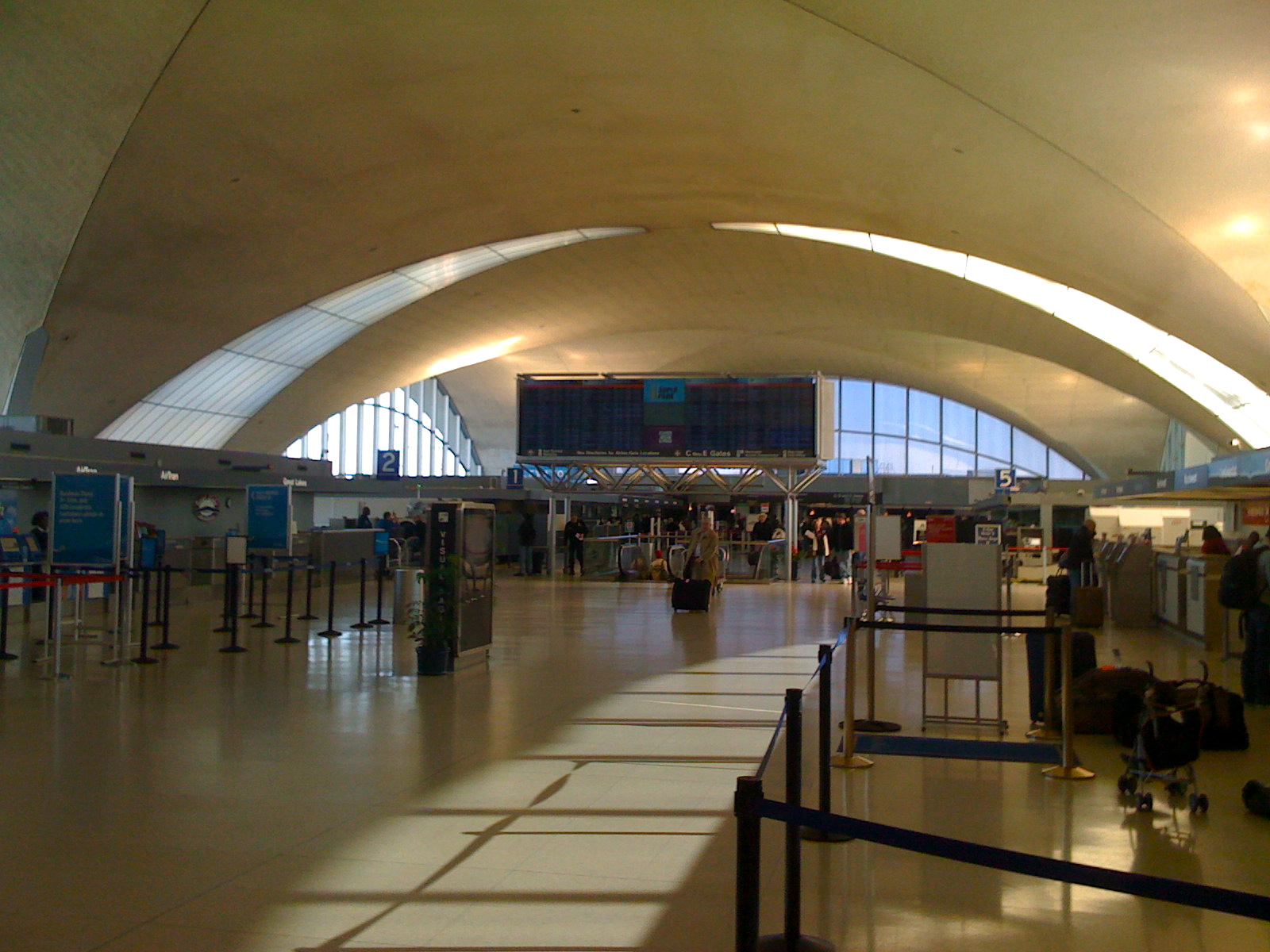
竜巻の被害を受ける前の第1ターミナル

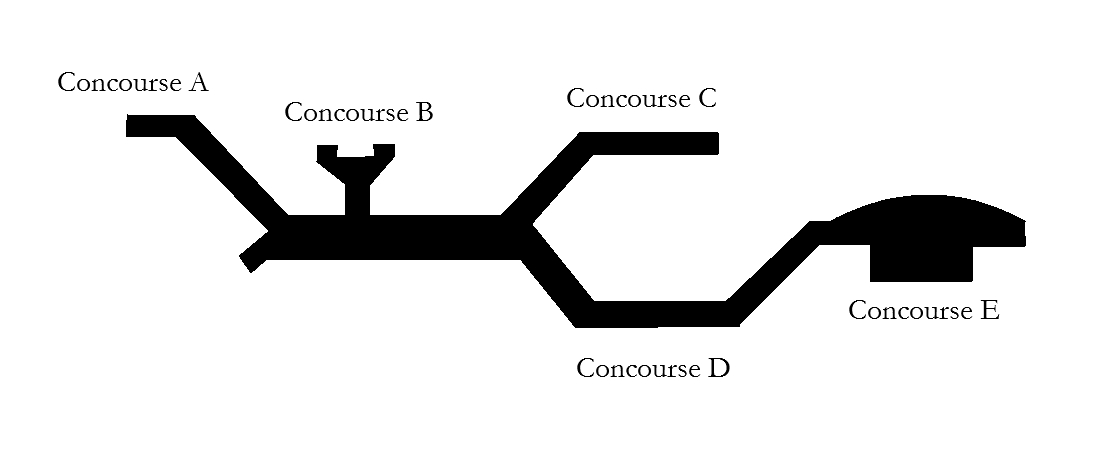
見取り図

空港には2つのターミナルがあり、国際線は第1ターミナルに発着する。ターミナル間には無料のシャトルバスが運行しているが、徒歩でも移動できる。
- 第1ターミナルは1956年竣工。設計はミノル・ヤマサキで丸いドームが特徴的な建物である。周囲にA、B、C、D、4つのコンコースが繋がっている。搭乗口は68。
- 第2ターミナルにはコンコースEが直結している。搭乗口は18。

## 主な航空会社
- サウスウエスト航空（ダラス/ラブ、アトランタ、オースチン、ボルチモア、ボストン、シャーロット、シカゴ/ミッドウェイ、クリーブランド、コロンバス、デンバー、デモイン、デトロイト、フォートローダーデール、フォートマイヤーズ、ヒューストン/ホビー、ジャクソンビル、カンザスシティ、ラスベガス、リトルロック、ロングビーチ、ロサンゼルス、マイアミ、ミルウォーキー、ミネアポリス/セントポール、ナッシュビル、ニューオーリンズ、NYラガーディア、オクラホマシティ、オマハ、オレンジカウンティ、オーランド、フィラデルフィア、フェニックス、ピッツバーグ、ローリー/ダーラム、サクラメント、ソルトレイクシティ、サンアントニオ、サンディエゴ、サンノゼ、タンパ、タルサ、ワシントン/ナショナル、ウィチタ、カンクン、サンファン、サラソータ）

- アメリカン航空（ダラス/フォートワース、ボストン、シャーロット、シカゴ/オヘア、ロサンゼルス、マイアミ、NYラガーディア、フィラデルフィア、フェニックス）
  - アメリカン・イーグル（ダラス/フォートワース、オースチン、シャーロット、シカゴ/オヘア、マイアミ、NYラガーディア、フィラデルフィア、ワシントン/ナショナル）

- デルタ航空（アトランタ、デトロイト、ミネアポリス/セントポール、NYラガーディア、ソルトレイクシティ）
  - デルタ・コネクション（デトロイト、ソルトレイクシティ、NYラガーディア、ミネアポリス/セントポール）

- ユナイテッド航空（デンバー、ヒューストン/インターコンチネンタル、ニューアーク）
  - ユナイテッド・エキスプレス（シカゴ/オヘア、デンバー、ヒューストン/インターコンチ、ニューアーク、ワシントン/ダレス、サンフランシスコ）

- スピリット航空（ラスベガス、フォートローダーデール、ロサンゼルス、オーランド、タンパ、カンクン）

- フロンティア航空（デンバー、ラスベガス、マイアミ、オーランド、カンクン）

- アラスカ航空（シアトル）

- ケープエア（マリオン、スプリングフィールド、シカゴ）

- エア・カナダ（トロント）

## アクセス

### 鉄道
メトロリンクのレッドラインが第1ターミナルから第2ターミナルを経由して市内中心部へと接続している。

### バス
メトロバスが空港内のバスターミナルに乗り入れている。

### 道路
州間高速道路70号線が空港のすぐ前を走っているほか、70号線は空港のすぐそばで州間高速道路170号線及び270号線と接続している。